# Pyrantel
Pyrantel (pyrantelum) – organiczny związek chemiczny, lek przeciwpasożytniczy, działający na nicienie przez blokowanie ich przewodnictwa nerwowo-mięśniowego. Lek używany w owsicy.

## Mechanizm działania
Pyrantel działa na nicienie w świetle przewodu pokarmowego blokując ich przewodnictwo nerwowo-mięśniowe i inhibując ich esterazę cholinową, co skutkuje porażeniem pasożyta i umożliwia jego wydalenie. Związek działa na formy dojrzałe i we wczesnym stadium rozwoju, nie działa na larwy migrujące do tkanek.

## Farmakokinetyka
Lek słabo wchłania się z przewodu pokarmowego, osiąga niewysokie stężenie w osoczu (ok. 0,05–0,13 μg/mL) 1–3 h po podaniu doustnym.

## Wskazania
Infestacja owsikiem (Enterobius vulgaris) – owsica, glistą ludzką (Ascaris  lumbricoides), tęgoryjcem dwunastniczym (Ankylostoma duodenale), innymi nicieniami (Necator americanus, Trichostrongylus).

## Przeciwwskazania
- niewydolność wątroby
- nadwrażliwość na składnik preparatu
- ciąża.

## Działania niepożądane
Występują rzadko – objawy dyspeptyczne (brak apetytu, nudności, wymioty, biegunka, bóle brzucha), niewielkie podwyższenie aktywności aminotransferaz, bardzo rzadko bóle i zawroty głowy, senność lub bezsenność, osutka.

## Dawkowanie
W owsicy i glistnicy 10 mg/kg masy ciała w jednorazowej dawce p.o., u dzieci od 6. miesiąca życia do 2 roku życia 125 mg na dawkę. W ciężkiej infestacji tęgoryjcem 20 mg/kg masy ciała na dawkę raz dziennie przez dwa dni albo 10 mg/kg masy ciała na dawkę raz dziennie przez trzy dni.

## Preparaty
- Pyrantelum